# Società Radiotelevisione Giordana
Jordan Radio and Television Corporation, nota anche con l'acronimo JRTV e JRT (in arabo: التلفزيون الأردني), è l'ente radiotelevisivo pubblico della Giordania. Trasmette dalla capitale Amman in arabo, inglese e francese.
È membro dell'UER (Unione Europea di Radiodiffusione) dal 1969.

## Storia
Le prime trasmissioni sperimentali della radio transgiordana, vecchio nome del Paese, iniziarono nel 1948, l'anno stesso della fine del Mandato britannico e appena due anni dopo la proclamazione del Regno hascemita.
A quel tempo la radio giordana raggiungeva altri Paesi del Medio Oriente.
Le trasmissioni regolari iniziarono nel 1956 come Jordan Radio (JR).
Jordan TV (JTV) debuttò da un unico studio il 27 aprile 1968, in bianco e nero, come "Jordan Television Corporation" (JTV), venendo ammessa nel 1969 nell'Unione europea di radiodiffusione (UER).
Il suo palinsesto al principio era limitato a tre ore quotidiane, ma la fascia di copertura giornaliera si estese nel corso degli anni seguenti. 
Nel 1972 Jordan TV divenne la prima emittente nella regione mediorientale a dotarsi di un secondo canale, Channel 2, trasmettendo principalmente in inglese, sia un telegiornale che programmi di altro genere.
Nel 1974 furono effettuate le prime sperimentazioni della televisione a colori, in standard (PAL-B).
Nel 1975 il segnale del canale fu esteso a tutto il Paese.
Nel 1978 JTV, parallelamente ai programmi in inglese su Channel 2, ne avviò altri in francese, tra cui delle edizioni in differita del telegiornale della televisione francese. Lo stesso anno la ritrasmissione in diretta dell'Eurovision Song Contest fu censurata da Jordan TV durante il passaggio del gruppo Alphabeta, rappresentante Israele, con un'interruzione temporanea, facendo comparire sullo schermo un'immagine rappresentante dei fiori. Più tardi nella serata, quando era ormai chiaro che la vittoria sarebbe andata al candidato israeliano, il canale sospese la ritrasmissione del programma prima della fine della procedura di voto, mandando in onda un film statunitense. L'indomani il Belgio, che era arrivato secondo, fu annunciato come vincitore dai servizi d'informazione della Giordania.. Tutto ciò si ripeté l'anno seguente, quando Israele vinse per la seconda volta.
Nel 1985 la stazione radiofonica Jordan Radio e il canale televisivo Jordan TV furono fusi dando vita alla Jordan Radio and Television Corporation (JRTV).
Nel 1988 fu creata la Amra Satellite Earth Station, che fu collegata si satelliti Eutelsat, Intelsat e Arabsat.
Nel 1993 fu creato un terzo canale, di tipo satellitare, battezzato "JRTV Sat" (o "Jordan Satellite Channel"), rivolto alla diaspora giordana, al mondo arabo e alle comunità arabofone del mondo. Questa rete, intendendo essere una vetrina della Giordania, trasmetteva una selezione di programmi delle principali due reti nazionali. In seguito cambiò nome in Al-Urdunniyya (arabo: الأردنية) ("Il canale giordano"), trasmettendo su vari satelliti (Arabsat per il mondo arabo, Hot Bird per l'Europa e il Maghreb).
Nel 1998 fu lanciato un quarto canale (il terzo terrestre), Channel 3, dedicato alle sessioni del Parlamento e agli sport locali e internazionali.
A gennaio 2001 l'azienda fu ristrutturata profondamente: i programmi di Channel 1 e Channel 2 furono riuniti in un unico canale. Channel 2 si specializzò nello sport, mentre Channel 3 passò ad essere gestito in cooperazione con il settore privato sulla base di due periodi fasce orarie: il mattino e il pomeriggio Cartoon Channel ("Canale dei cartoni animati") e la sera Jordan Movie Channel ("Canale di cinema giordano").

## Servizi

### Televisione
| Nome          | Sede  | Тipo        | Lancio | Lingua |
| ------------- | ----- | ----------- | ------ | ------ |
| Jordan TV     | Amman | generalista | 1968   | arabo  |
| Sport TV      | Amman | sport       | 1972   | arabo  |
| Al-Urdunniyah | Amman | generalista | 1998   | arabo  |

### Radio
| Nome                | Sede  | Тipo                                                                             | Lancio | Lingua            |
| ------------------- | ----- | -------------------------------------------------------------------------------- | ------ | ----------------- |
| Radio Al-Urdunniyah | Amman | generalista                                                                      | 1985   | arabo             |
| Radio Amman FM      | Amman | dedicata alla capitale                                                           | 1985   | arabo             |
| Jordan Radio        | Amman | musica straniera e programmazione in inglese (dal 1973) e in francese (dal 1992) | 1948   | inglese, francese |
| Holy Quran Radio    | Amman | religione islamica                                                               |        | arabo             |

## Ricezione

### Terrestre
La televisione di JRTV trasmette in standard DVB-T HD; la radio trasmette in AM e in FM.

### Satellite[6]
| Satellite          | Badr 8                                          | Hotbird 13G | Nilesat 201 | Nilesat 201 | Galaxy 19 |
| Posizione orbitale | 26.0° E                                         | 13.0° E     | 7.0° W      | 7.0° W      | 97.0° W   |
| Canali             | Jordan TV, Sport TV, Al-Urdunniyah, Radio Amman |             |             |             |           |
| Frequenza          | 12054 V                                         | 12399 H     | 11958 H     | 12034 H     | 12146 V   |
| SR                 | 27500                                           | 29700       | 27500       | 27500       | 22000     |
| FEC                | 5/6                                             | 2/3         | 5/6         | 5/6         | 3/4       |
| Modulazione        |                                                 | 8PSK        |             |             |           |

### Streaming
JRTV in streaming